# Silkeborg Idrætsforening
Il Silkeborg IF (nome completo Silkeborg Idrætsforening), abbreviato anche in SIF e chiamato comunemente Silkeborg, è una società calcistica danese con sede a Silkeborg. Ha acquisito notorietà nel calcio europeo vincendo la Coppa Intertoto 1996. Quest'ultimo, insieme alle 2 Coppe UEFA vinte negli anni ottanta dal IFK Göteborg, rappresentano gli unici trionfi di una squadra scandinava nelle competizioni UEFA. Oggi milita nella Superligaen.

## Palmarès

### Competizioni nazionali
- Campionato danese: 1

1993-1994
- Coppa di Danimarca: 2

2000-2001, 2023-2024
- 1. Division: 4

1987, 2003-2004, 2013-2014, 2018-2019

### Competizioni internazionali
- Coppa Intertoto UEFA: 1  (record danese)

1996

### Altri piazzamenti
- Campionato danese:

Secondo posto: 1997-1998
Terzo posto: 1994-1995, 2000-2001, 2021-2022
- Coppa di Danimarca:

Finalista: 2017-2018, 2024-2025
Semifinalista: 2022-2023
- Supercoppa di Danimarca:

Finalista: 1994, 2001
Semifinalista: 1997-1998

## Statistiche e record

### Statistiche nelle competizioni UEFA
Tabella aggiornata alla stagione 2024-2025.
| Competizione                  | Partecipazioni | G  | V | N | P | RF | RS |
| ----------------------------- | -------------- | -- | - | - | - | -- | -- |
| UEFA Champions League         | 1              | 2  | 0 | 1 | 1 | 1  | 3  |
| Coppa UEFA/UEFA Europa League | 5              | 12 | 5 | 2 | 5 | 11 | 19 |
| UEFA Conference League        | 2              | 8  | 2 | 1 | 5 | 16 | 12 |
| Coppa Intertoto               | 3              | 14 | 6 | 1 | 7 | 23 | 21 |

## Rosa 2025-2026
| N. |                          | Ruolo | Calciatore           |
| -- | ------------------------ | ----- | -------------------- |
| 1  | Danimarca (bandiera)     | P     | Nicolai Larsen       |
| 2  | Danimarca (bandiera)     | D     | Andreas Poulsen      |
| 3  | Norvegia (bandiera)      | D     | Robin Østrøm         |
| 4  | Portogallo (bandiera)    | D     | Pedro Ganchas        |
| 6  | Danimarca (bandiera)     | C     | Pelle Mattsson       |
| 8  | Danimarca (bandiera)     | C     | Jeppe Andersen       |
| 9  | Danimarca (bandiera)     | A     | Alexander Simmelhack |
| 10 | Danimarca (bandiera)     | A     | Younes Bakiz         |
| 11 | Danimarca (bandiera)     | C     | Fredrik Carlsen      |
| 14 | Danimarca (bandiera)     | C     | Sofus Berger         |
| 15 | Danimarca (bandiera)     | A     | Asbjørn Bøndergaard  |
| 16 | Danimarca (bandiera)     | P     | Bastian Holm         |
| 17 | Nuova Zelanda (bandiera) | A     | Callum McCowatt      |
| 18 | Danimarca (bandiera)     | D     | Leonel Montano       |

| N. |                      | Ruolo | Calciatore           |
| -- | -------------------- | ----- | -------------------- |
| 19 | Danimarca (bandiera) | D     | Jens Martin Gammelby |
| 20 | Danimarca (bandiera) | C     | Mads Larsen          |
| 22 | Svezia (bandiera)    | C     | Rami Al Hajj         |
| 23 | Danimarca (bandiera) | A     | Tonni Adamsen        |
| 24 | Danimarca (bandiera) | D     | Alexander Madsen     |
| 25 | Svezia (bandiera)    | D     | Pontus Rödin         |
| 26 | Danimarca (bandiera) | C     | Mikkel Øxenberg      |
| 28 | Danimarca (bandiera) | D     | Simon Stüker         |
| 30 | Danimarca (bandiera) | P     | Aske Andrésen        |
| 33 | Danimarca (bandiera) | C     | Mads Freundlich      |
| 35 | Danimarca (bandiera) | A     | Sebastian Biller     |
| 36 | Danimarca (bandiera) | C     | Julius Lorents       |
| 40 | Danimarca (bandiera) | D     | Alexander Busch      |
| 41 | Danimarca (bandiera) | C     | Oskar Boesen         |